# 강여청
강여청(姜餘淸, 790년~856년)은 신라국(新羅國)에서 왕정의 기밀사무를 담당하던  집사성(執事省)의 시랑(侍郞)이다.

## 가계
- 문신 : 강여청(姜餘淸)
- 부인 : 미상